# فلنجر دبي (جنس)
فلنجر دُبّيّ (الاسم العلمي Bear cuscus)، جنس حيوانات لبونة من الجرابيات الشاجرات. وفصيلة الفلنجريات موطنه إندونيسيا. يألف الغابات الاستوائية المطيرة الظليلة الباسقة.